# 河上清吉
河上 清吉（かわかみ せいきち、1869年9月6日（明治2年8月1日） - 1936年（昭和11年）6月16日）は、大日本帝国陸軍軍人。最終階級は陸軍少将。

## 経歴・人物
越前福井藩領、越前国丹生郡国見村(現・福井県福井市国見町)出身。1894年（明治27年）陸軍士官学校第5期卒業。
任官後、日清戦争・日露戦争に従軍。さらに、1914年（大正3年）8月に盛岡連隊区司令官を経て、1917年（大正6年）8月に陸軍歩兵大佐・歩兵第35連隊長（第9師団 歩兵第31旅団）に任官しシベリア出兵に出征した。
その後、1921年（大正10年）7月に陸軍少将・歩兵第36旅団長を経て、1924年（大正13年）2月4日に待命、同月26日に予備役に編入した。